# Ruihong (köpinghuvudort i Kina, Jiangxi Sheng, lat 28,73, long 116,40)
Ruihong är en köpinghuvudort i Kina. Den ligger i provinsen Jiangxi, i den sydöstra delen av landet, omkring 51 kilometer öster om provinshuvudstaden Nanchang. Antalet invånare är 65 691. Befolkningen består av 31 495 kvinnor och 34 196 män. Barn under 15 år utgör 22,0 %, vuxna 15-64 år 69 %, och äldre över 65 år 7,0 %.
Runt Ruihong är det tätbefolkat, med 369 invånare per kvadratkilometer. Närmaste större samhälle är Santang, 15,8 km öster om Ruihong. Trakten runt Ruihong består till största delen av jordbruksmark.
Genomsnittlig årsnederbörd är 2 373 millimeter. Den regnigaste månaden är juni, med i genomsnitt 357 mm nederbörd, och den torraste är oktober, med 36 mm nederbörd.